# Going Back (álbum)
Going Back es el octavo y último álbum de Phil Collins. Fue lanzado el 13 de septiembre de 2010 en el Reino Unido y el 28 de septiembre de 2010 en los Estados Unidos. El disco es el primer álbum de estudio de Collins después de 8 años de álbumes recopilatorios y bandas sonoras. Cuenta con versiones de temas de Motown.

## Antecedentes
Desde el lanzamiento de su séptimo álbum en solitario Testify en 2002, Collins escribió la música de Brother Bear y una producción de Broadway de Tarzán. Señaló en varias entrevistas durante este tiempo que él estaba en semi-retiro, e incluso se retiró de la grabación de música en una etapa.  Turn It On Again: el Tour con Genesis en 2007 incluyó a Collins en la batería y voz, pero no implicaba ninguna nueva música o escribir canciones.
En septiembre de 2009, se informó de que Collins ya no podía tocar la batería, debido a una reciente operación para reparar vértebras dislocadas en el cuello. Sin embargo, una declaración de Collins en la página web de la banda Génesis, dijo, "No hay ninguna drama con respecto a mi "discapacidad" y tocando la batería. De alguna manera, durante los últimos conciertos de Genesis, me dislocó algunas vértebras en el cuello superior y que afectó a mis manos. Después de una exitosa operación en mi cuello, mis manos aún no puede funcionar normalmente. Tal vez en un año o así que va a cambiar, pero por ahora es imposible para mí tocar la batería o el piano. Yo no soy ningún tipo de "dificultades" del Estado, cosas que pasan en la vida."
A pesar de estas declaraciones de la jubilación y los efectos de su operación de columna vertebral, se informó en octubre de 2009 que Collins se prepara para grabar un álbum de covers de Motown. Le dijo a un periódico alemán: "Quiero que las canciones suenan exactamente como los originales", y que en el álbum se cuenten hasta 30 canciones.

## Listas, ventas y sucesiones

### Listas
| Listas                        | Máxima posición |
| ----------------------------- | --------------- |
| Australian Albums Chart       | 2               |
| Austrian Albums Chart         | 3               |
| Belgium Flanders Albums Chart | 2               |
| Belgium Wallonia Albums Chart | 2               |
| Brazilian Top 30 Albums Chart | 11              |
| Canadian Albums Chart         | 3               |
| Czech Albums Chart            | 2               |
| Danish Albums Chart           | 4               |
| Dutch Albums Chart            | 1               |
| European Top 100 Albums       | 1               |
| Finnish Albums Chart          | 41              |
| French Albums Chart           | 3               |
| German Albums Chart           | 2               |
| Greek Albums Chart            | 6               |
| Hungarian Albums Chart        | 9               |
| Irish Albums Chart            | 10              |
| Italian Albums Chart          | 5               |
| Japanese Albums Chart         | 56              |
| Mexican Albums Chart          | 94              |
| New Zealand Albums Chart      | 2               |
| Norwegian Albums Chart        | 9               |
| Polish Albums Chart           | 13              |
| Portuguese Albums Chart       | 30              |
| Spanish Albums Chart          | 3               |
| Swedish Albums Chart          | 3               |
| Swiss Albums Chart            | 4               |
| UK Albums Chart               | 1               |
| US Billboard 200              | 34              |

### Listas de fin de año
| Lista (2010)                    | Ranking |
| ------------------------------- | ------- |
| Belgian Albums Chart (Flanders) | 52      |
| Belgian Albums Chart (Wallonia) | 37      |
| Dutch Albums Chart              | 22      |
| European Top 100 Albums         | 20      |
| French Albums Chart             | 37      |
| German Albums Chart             | 13      |
| Swedish Albums Chart            | 88      |
| Swiss Albums Chart              | 55      |
| Lista (2011)                    | Ranking |
| Austrian Albums Chart           | 48      |

## Lista de canciones
| N.º   | Título                                                                         | Escritor(es)                                                          | Duración |  |
| 1.    | «"Girl (Why You Wanna Make Me Blue)"»                                          | Norman Whitfield / Edward Holland Jr. )                               | 2:32     |  |
| 2.    | «"(Love Is Like a) Heatwave"»                                                  | Holland-Dozier-Holland                                                | 2:53     |  |
| 3.    | «"Uptight (Everything's Alright)"»                                             | Clarence Paul                                                         | 3:03     |  |
| 4.    | «"Some of Your Lovin'"»                                                        | Gerry Goffin / Carole King                                            | 3:19     |  |
| 5.    | «"In My Lonely Room"»                                                          | Holland-Dozier-Holland                                                | 2:25     |  |
| 6.    | «"Take Me in Your Arms (Rock Me for a Little While)"» (Holland-Dozier-Holland) |                                                                       | 2:59     |  |
| 7.    | «"Blame It on the Sun"»                                                        | Stevie Wonder / Syreeta Wright                                        | 3:27     |  |
| 8.    | «"Papa Was a Rolling Stone"»                                                   | Whitfield/ Barrett Strong                                             | 6:44     |  |
| 9.    | «"Never Dreamed You'd Leave in Summer"»                                        | (Wonder/Wright)                                                       | 2:59     |  |
| 10.   | «"Standing in the Shadows of Love"»                                            | Holland-Dozier-Holland                                                | 2:42     |  |
| 11.   | «"Do I Love You"»                                                              | Peter Anders/Phil Spector/Vincent Poncia Jr.                          | 2:50     |  |
| 12.   | «"Jimmy Mack"»                                                                 | Holland-Dozier-Holland                                                | 2:56     |  |
| 13.   | «"Something About You"» (Holland-Dozier-Holland)                               |                                                                       | 2:47     |  |
| 14.   | «"Love Is Here and Now You're Gone"» (Holland-Dozier-Holland)                  |                                                                       | 2:40     |  |
| 15.   | «"Loving You Is Sweeter Than Ever"»                                            | Ivy Jo Hunter /Wonder                                                 | 2:48     |  |
| 16.   | «"Going to a Go-Go"»                                                           | Warren Moore / William Robinson, Jr. / Robert Rogers / Marvin Tarplin | 2:49     |  |
| 17.   | «"Talkin About My Baby"»                                                       | Curtis Mayfield                                                       | 2:47     |  |
| 18.   | «Going Back"»                                                                  | Goffin/King                                                           | 4:36     |  |
| 57:16 |                                                                                |                                                                       |          |  |

## Personal
- Phil Collins - Voz, Batería, percusión, teclados, guitarras, bajo, coros
- Monette Ray - guitarra
- Eddie Willis - guitarra
- Bob Babbitt - Bajo
- Ronnie Caryl - Guitarra acústica
- Jackson, Connie-Comegys - Coros
- Lynne Fiddmont-Linsey - Coros
- Jason Rebello - Piano, Vibes
- Aram Juan - Trombón, palmas, sonido de dedos
- Guy Barker - Trompeta
- Tom Rees-Roberts - Trompeta
- Phil Todd - saxo barítono, flauta, flautín
- Graeme Blevins - Sax Tenor
- Academia Menhuin - Cuerdas
- Roy-Marie Celeste - Fagot
- Nicholas Collins - sonido de patadas, coros, sonidos de dedos
- Mateo Collins - Sonido de patadas, coros, sonido de dedos
- Bing Yvan - Ingeniero de Sonido